# Luddticka
Luddticka (Onnia tomentosa) är en svampart som först beskrevs av Elias Fries, och fick sitt nu gällande namn av Petter Adolf Karsten 1889. Luddticka ingår i släktet Onnia och familjen Hymenochaetaceae.  Arten är reproducerande i Sverige. Inga underarter finns listade i Catalogue of Life.

## Källor

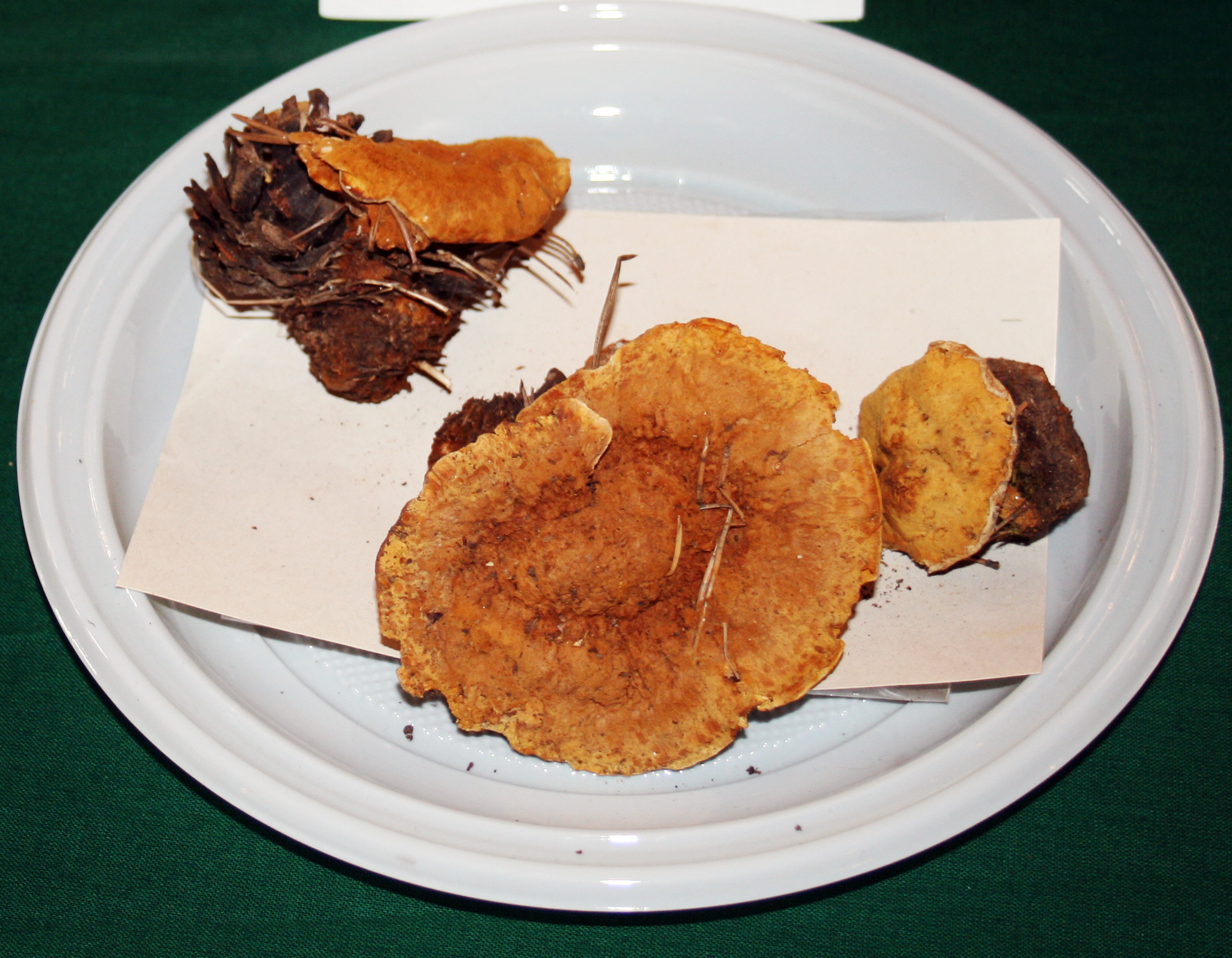
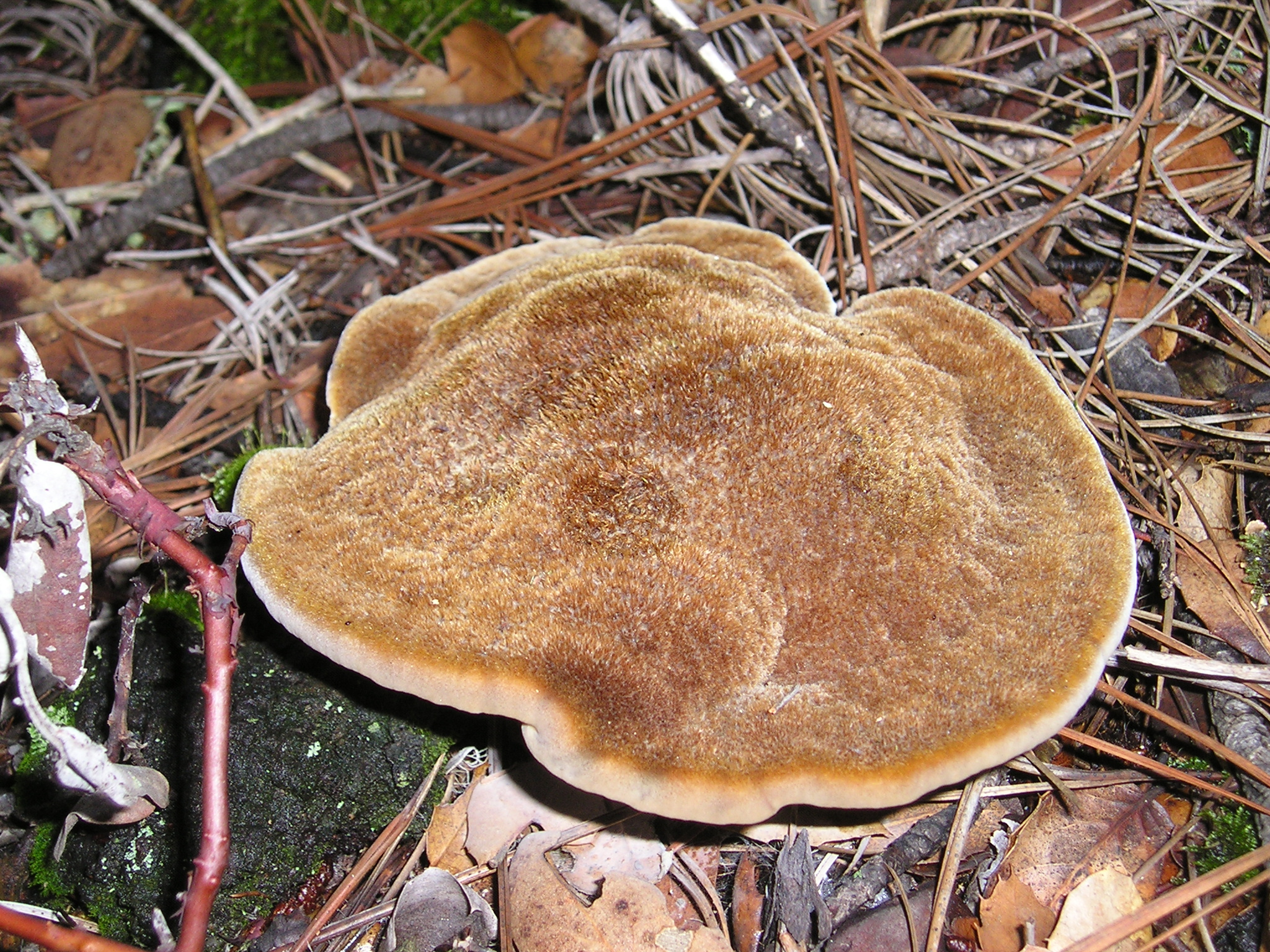
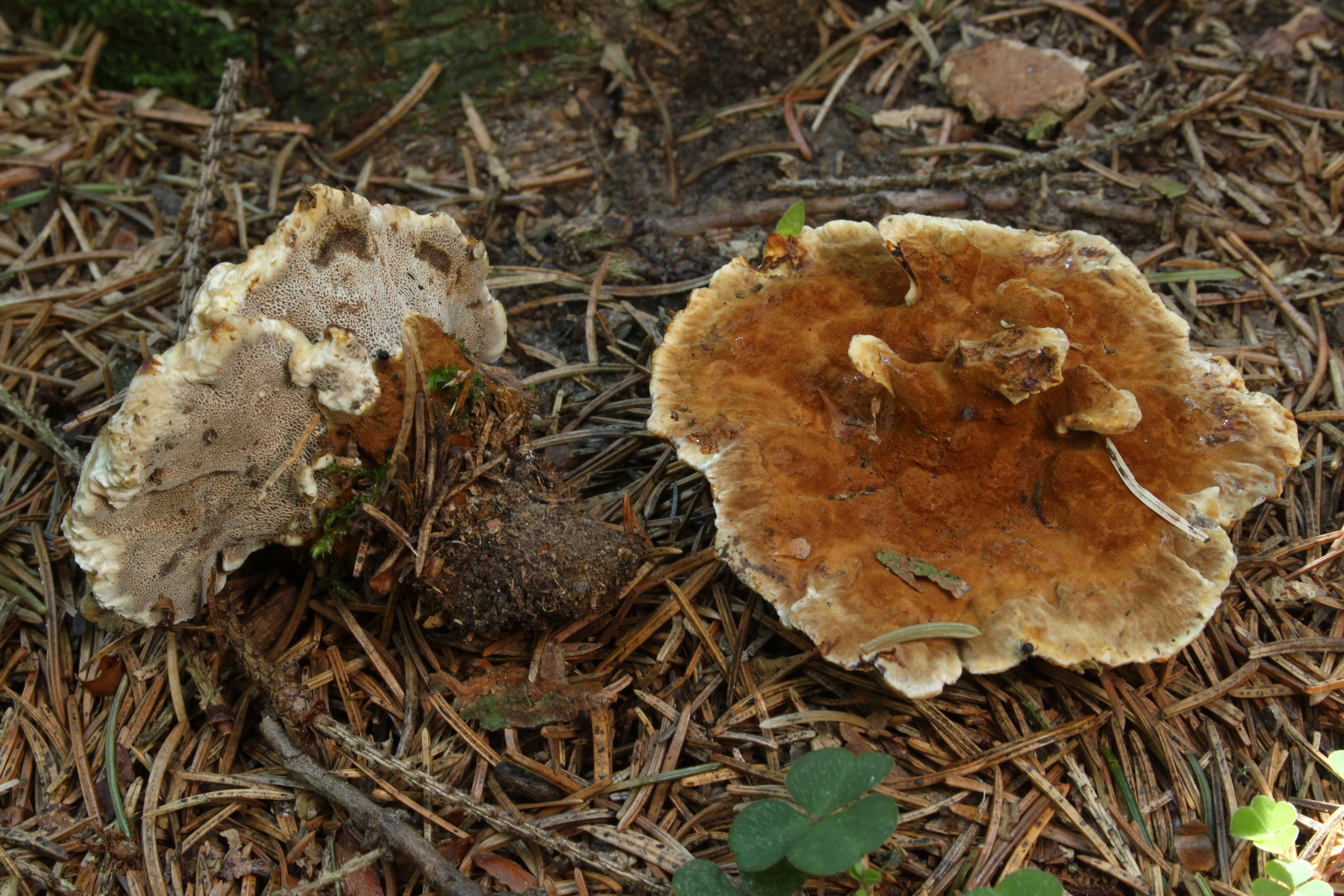